# Vincennes (Indiana)
Vincennes é uma cidade localizada no estado americano de Indiana, no condado de Knox, do qual é sede.

## Geografia
De acordo com o Departamento do Censo dos Estados Unidos, a cidade tem uma área de 19,4 km², dos quais 19,2 km² estão cobertos por terra e 0,2 km² por água.

### Localidades na vizinhança
O diagrama seguinte representa as localidades num raio de 16 km ao redor de Vincennes.

## Demografia
Segundo o censo nacional de 2010, a sua população é de 18 423 habitantes e sua densidade populacional é de 959,9 hab/km².

## Marcos históricos
O Registro Nacional de Lugares Históricos lista 16 marcos históricos em Vincennes, dos quais o William Henry Harrison Home é o único Marco Histórico Nacional. Os primeiros marcos foram designados em 15 de outubro de 1966 e o mais recente em 24 de maio de 2021, o Simpson Nursery Historic District.